# Miquel Junyer
Miquel Junyer fou un compositor català del Classicisme, pràcticament desconegut, del qual es coneix una obertura. Se sap que tocava el violí a la mateixa orquestra que Josep Fàbrega. El 1791 era un músic del Palau de la Comtessa a Barcelona, on devia conèixer a Josep Duran.